# Ringerike-Stil
Der Ringerike-Stil (auch: Runenstein-Stil) ist ein wikingerzeitlicher Kunststil in Skandinavien. Sein Verbreitungszeitraum reicht vom Anfang bis zur zweiten Hälfte des 11. Jahrhunderts. Benannt ist er nach der norwegischen Landschaft Ringerike oder nach dem Ringerikesandstein aus dem viele Runensteine in dieser Stilart bestehen. Er tritt an metallenen und hölzernen Schnitzarbeiten, Schmuckstücken und Waffen sowie Runensteinen aus dieser Zeit auf.

## Entstehung

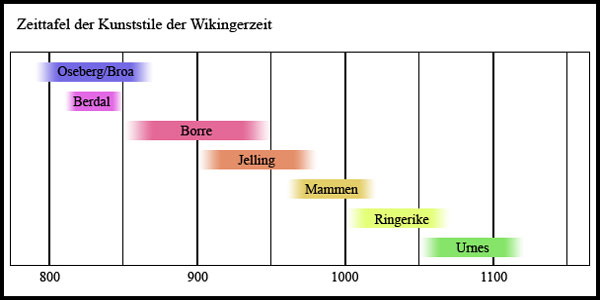
Zeittafel der Kunststile der Wikingerzeit

Gegen Anfang des 11. Jahrhunderts entstand aus dem Mammen-Stil durch Weiterentwicklung bestimmter Merkmale der Ringerike-Stil. Die Einflüsse der ottonischen und angelsächsischen Buchmalerei verstärkten sich und führten zu einer weiteren Betonung der floralen Rankenmuster, die dadurch noch mehr an Gewicht gegenüber dem Hauptmotiv gewannen. Die Einführung des Ringerike-Stils fällt mit der Christianisierung Skandinaviens und Islands zusammen. Es wird daher angenommen, dass dieser Stil unter Federführung der entstehenden christlichen Kirche verbreitet wurde. Als Beleg dafür können die Kirchenpaneele von Flatatunga in Island dienen, die vermutlich ursprünglich den Dom von Hólar, eines der beiden isländischen Bistümer, schmückten. Die Paneelreste sind die ältesten erhaltenen Teile von Kirchendekorationen in Skandinavien.

## Charakterisierung

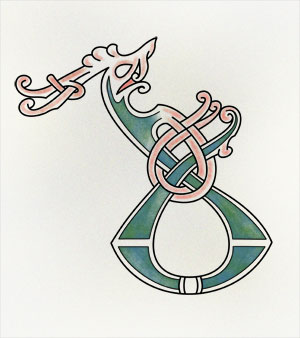
Initiale D im Ringerike-Stil aus einer Handschrift aus Cambridge.

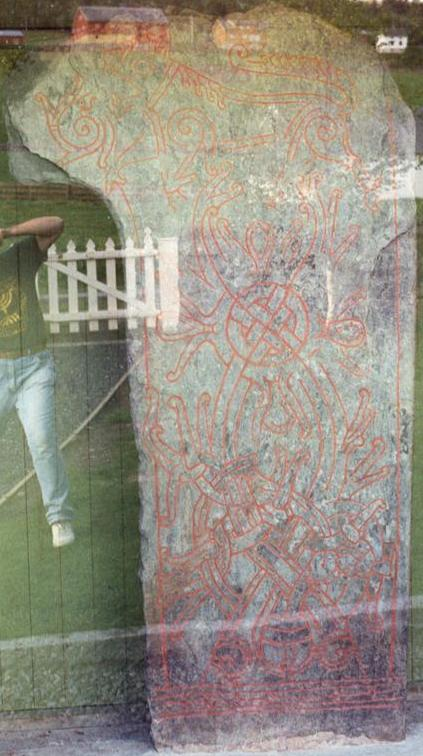
Der Runenstein von Vang, Oppland, Norwegen.

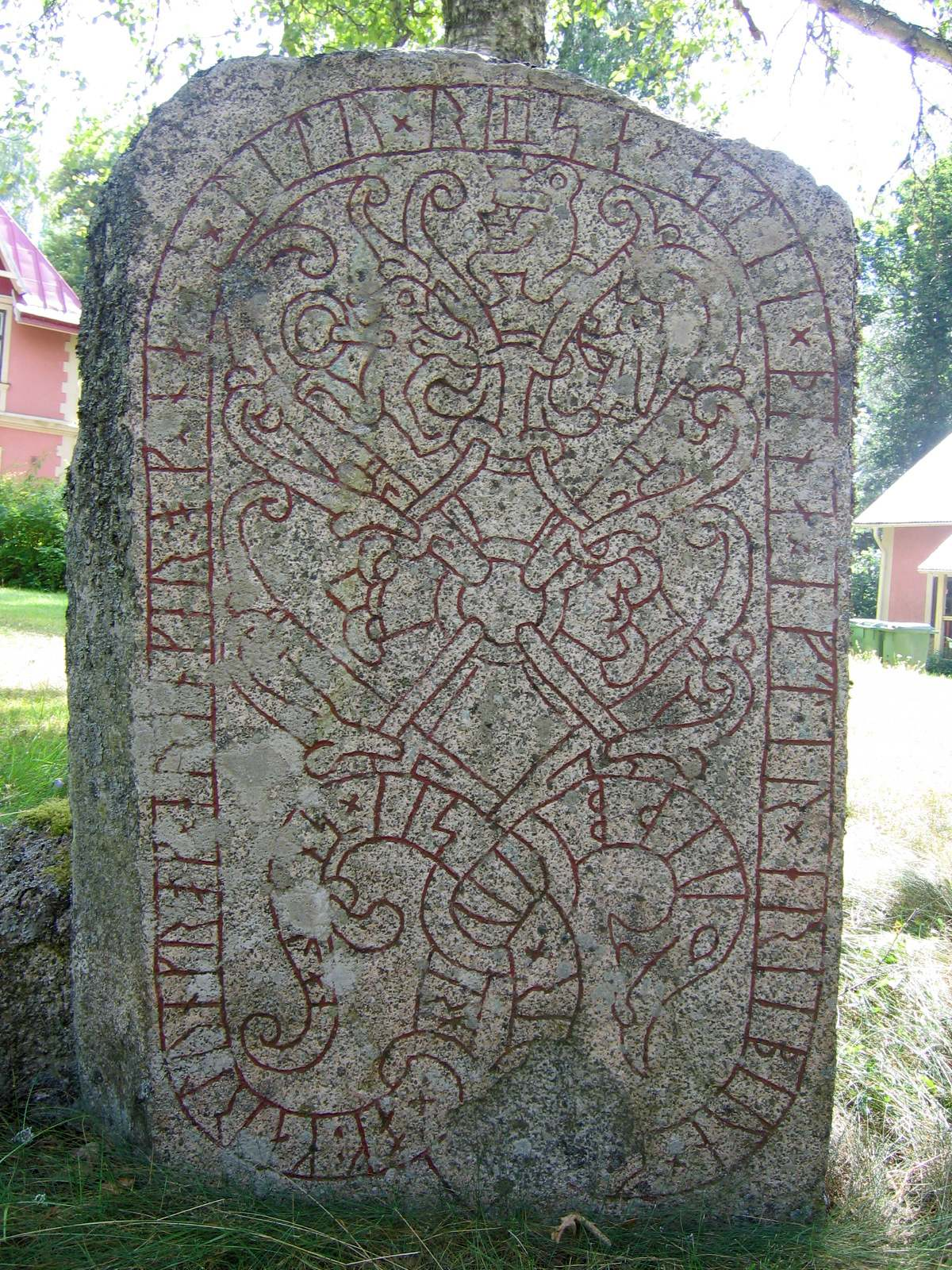
Runenstein von Drävle, Uppland, Schweden.

Die Kunststile der Wikingerzeit sind Ornamentstile und setzen sich aus drei Motivbereichen zusammen:
- Figuren, also Menschen und Tierdarstellungen
- Pflanzendarstellungen (Ranken, Blätter)
- geometrische Figuren (Kreise, Dreiecke, Spiralen)

Der Ringerike-Stil verwendet die gleichen Tierfiguren, wie der vorhergehende Mammen-Stil: Löwe (oder das Große Tier), Vogel und Schlange. Die Neuerungen des Ringerike-Stils bestehen dabei in den strafferen, klareren Konturen der Motive, die nun noch naturalistischer dargestellt werden. Der Ringerike-Stil legt auch wieder mehr Wert auf symmetrische Darstellungen, oft werden Rankenmotive an einer Achse gespiegelt angeordnet, so auf einigen Runensteinen. Die im Mammen-Stil erstmals auftretenden Blatt- und Rankenornamente werden im Ringerike-Stil sehr stark ausgebaut und geben ihm sein charakteristisches Aussehen. Die Rankenwerke sind typischerweise nach zwei verschiedenen Arten angeordnet: Einmal können sie aus Wechseln von breiten Lappen und schmalen Ranken bestehen. Im anderen Fall aus miteinander verflochtenen dünnen Ranken. Diese Gruppen schmaler Rankentriebe wurden aus der ottonischen Buchkunst übernommen, während der Wechsel von schmalblättrigen und breiten Ranken seine Vorbilder in der angelsächsischen Kunst hat. Die Ranken sind zumeist asymmetrisch außerhalb des Hauptmotivs platziert und dienen somit als Füllung freien Raums.
Die Funde von im Ringerike-Stil verzierten Gegenständen in England zeigen, dass der angelsächsische Raum durch die dänische Eroberung und Einbeziehung in das Nordseereich Knuts des Großen wieder näher an den skandinavischen Kulturkreis rückte. Da die angelsächsische Buchmalerei traditionell Rankenmuster benutzte, ließ sie sich recht einfach mit dem Ringerike-Stil vereinen. Der Stein von St. Paul in London oder die Initiale in einem Manuskript aus Cambridge sind Beispiele für diese Synthese.

### Ringerike-Stil in Irland
Auch in Irland wurde der Ringerike-Stil benutzt. Speziell bei Ausgrabungen in der Fishamble Street in Dublin fand man mehrere Beispiele einer speziellen Schnitzerschule. Bis zum späten 11. Jahrhundert gab es kaum sichtbare Einflüsse von wikingerzeitlichen Kunststilen in der irischen Kunst. Mit dem Ringerike-Stil jedoch wurden erstmals die traditionellen irischen Knotenmuster mit den Elementen wikingischer Ornamentik verknüpft. Dabei lag die Aufmerksamkeit der Dubliner Holzschnitzschule mehr auf kunstvollen Kreationen von Flechtband- und Schlaufenornamentik und weniger auf den floralen Ursprüngen der Ornamente des Ringerike-Stils. Neben den Funden von Dublin ist das Glockenreliqiar von Glankeen ein Beleg dafür, dass auch irische Werkstätten den Ringerike-Stil benutzten. Das die Glocke des heiligen Cuilean umhüllende Gehäuse ist aufwendig mit Nielloarbeiten sowie Kupfer- und Silberdrahteinlagen im Ringerike-Stil verziert.
Ein irisches Ringerike-Muster findet sich bereits im „Cathach“, der ältesten erhaltenen irischen Handschrift.

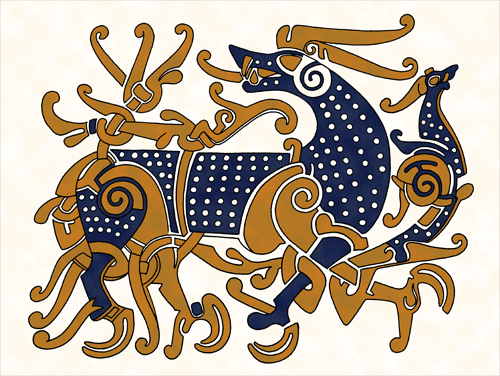
Grabstein von St. Paul, London, Großbritannien. Stirnplatte eines Sarkophages. 1852 auf dem Friedhof von St. Paul neben einem Skelett aufgefunden. Großes Tier ähnlich dem auf der Wetterfahne von Heggen.
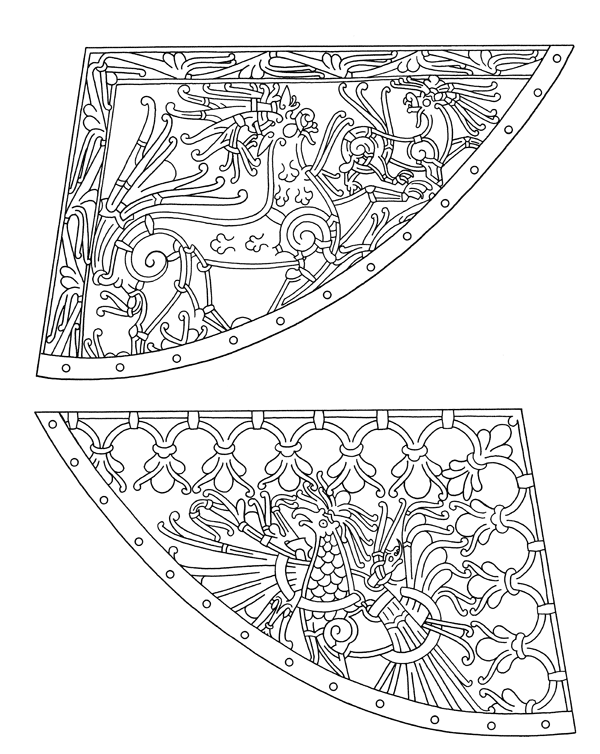
Schiffsfahne von Heggen, Buskerud, Norwegen. Auf der einen Seite ein Löwe oder so genanntes Großes Tier zusammen mit einem kleineren Löwen, auf der anderen Seite ein Vogel im Kampf mit einer Schlange. Damit sind die drei Hauptmotive des Ringerike-Stils auf einem Stück vereint.
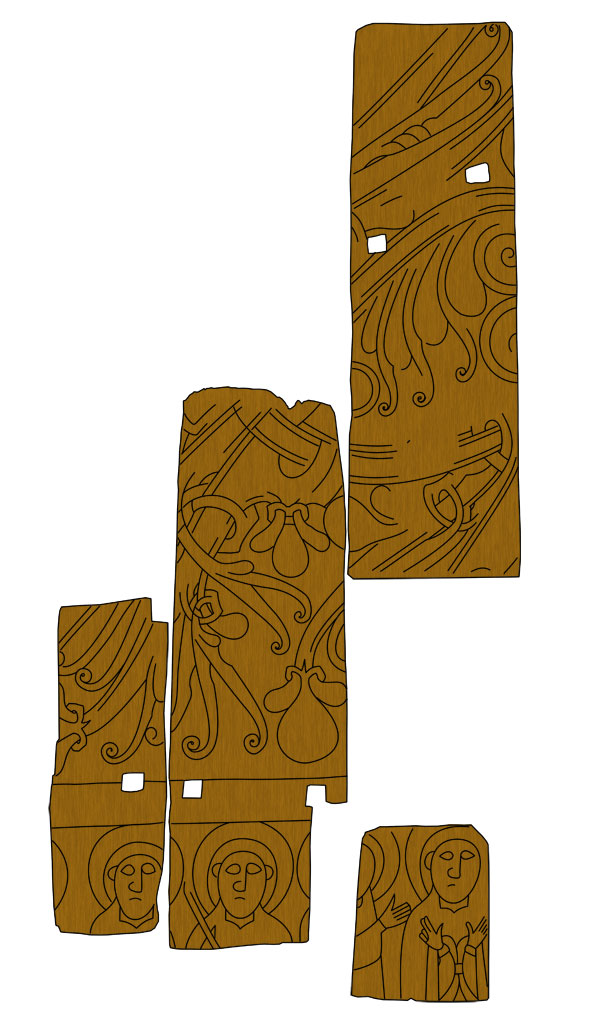
Hölzerne Fragmente von Wandpaneelen von einem Gehöft in Flatatunga, Island. Verzierungen im Ringerike-Stil. Die Paneele waren ursprünglich Teil einer Kirche aus dem frühen 11. Jh. Danach jahrhundertelang als Bauholz verwendet.

## Beispielfunde
- Stein von Vang, Oppland, Norwegen
- Runenstein von Alstad, Oppland, Norwegen
- Wetterfahnen von Söderala, Gävleborg, Schweden, Heggen, Buskerud, Norwegen, Källunge, Gotland, Schweden und Tingelstad, Oppland, Norwegen.
- Stein von St. Pauls, London, Großbritannien
- Wandpaneelfragmente von Flatatunga, Island
- Psalter von Cambridge